# Dinamarca en el Festival de la Canción de Eurovisión 2023
Dinamarca participará en el LXVII Festival de la Canción de Eurovisión, que se celebrará en Liverpool, Reino Unido del 9 al 13 de mayo de 2023, tras la imposibilidad de Ucrania de acoger el concurso por la victoria de Kalush Orchestra con la canción «Stefania». La Danmarks Radio (DR), radiodifusora encargada de la participación danesa dentro del festival, decidió mantener el formato de selección tradicional, organizando el Dansk Melodi Grand Prix para elegir al representante del país en el concurso eurovisivo.
El festival celebrado en una sola gala el 11 de febrero de 2023, dio como ganador al cantante nacido en las Islas Feroe Reiley con la canción pop «Breaking My Heart» compuesta por el mismo junto a Bård Mathias Bonsaksen y Sivert Hjeltnes Hagtvet, tras obtener el 43% de los votos en la súper final.

## Historia de Dinamarca en el Festival
Dinamarca es considerado uno de los países «clásicos» del festival, debutando en 1957. Dinamarca desde entonces, ha participado en 50 ocasiones en el festival, siendo uno de los países que más veces ha participado en el concurso. Se ha clasificado en 26 ocasiones dentro de los mejores 10 del concurso, logrando vencer en tres ocasiones el festival: la primera historia en 1963 con Grethe y Jørgen Ingmann con la canción «Dansevise». La segunda vez sucedió en el 2000 con el duo Olsen Brothers y la canción «Fly on the wings of love». La última vez ocurrió en 2013, con la canción «Only teardrops» de Emmelie de Forest.
En 2022, las ganadoras del tradicional Dansk Melodi Grand Prix Reddi, no clasificaron a la final terminando en 13.ª posición con 55 puntos en la primera semifinal con el tema «The Show».

## Representante para Eurovisión

### Dansk Melodi Grand Prix 2023
Dinamarca confirmó su participación en el Festival de la Canción de Eurovisión 2023 el 26 de agosto de 2022. Semanas más tarde, el 9 de septiembre, la DR confirmó la organización del Dansk Melodi Grand Prix como el método de selección de su representante. El periodo de recepción de candidaturas se abrió ese mismo día y está previsto cerrarse el 28 de octubre de 2022. El reglamento publicado estipuló que al menos uno de entre el conjunto de compositores y artistas debe ser danés o tener una fuerte conexión con Dinamarca, pudiéndose presentar candidaturas en cualquier idioma y debiendo seguir los mismos requisitos que estipula la UER para el Festival de Eurovisión.
La competencia consistió en una sola final con dos fases de votación: la primera, en la que se presentaron las 8 candidaturas y se sometieron a una votación a 100% del televoto, con las 3 canciones más votadas avanzando a la Súper Final.
En la súper final, los 3 participantes se sometieron a una votación compuesta al 50% por el jurado profesional y el 50% la votación del público. Cada grupo repartió su porcentaje asignado entre las tres canciones en función de la cantidad de votos recibidos. Tras la suma de ambos grupos, el mayor votado fue declarado ganador del festival y representante de Dinamarca en Eurovisión.

#### Candidaturas
Los participantes y las canciones fueron presentadas el 19 de enero de 2023 en una rueda de prensa en Copenhague en los estudios de la DR.
| Artista               | Canción (Traducción)                                | Idioma | Compositor(es)                                                                                 |
| --------------------- | --------------------------------------------------- | ------ | ---------------------------------------------------------------------------------------------- |
| Eyjaa                 | «I Was Gonna Marry Him» («Yo iba a casarme con el») | Inglés | Maria Broberg, Rasmus Olsen, Thomas Buttenschøn                                                |
| Frederik Leopold      | «Stuck on You» («Perdido en ti»)                    | Inglés | Frederik Jyll, Lasse Lindorff                                                                  |
| Maia Maia             | «Beautiful Bullshit» («Hermosas excusas»)           | Inglés | Joy Deb, Maja Barløse, Niclas Lundin                                                           |
| Mariyah LeBerg        | «Human» («Humana»)                                  | Inglés | Lars Pedersen, Mariyah LeBerg, Nermin Harambašić                                               |
| Micky Skeel Hansen    | «Glansbillede» («Imagen perfecta»)                  | Danés  | Martin Bjelke, Micky Skeel Hansen                                                              |
| Nicklas Sonne         | «Freedom» («Libertad»)                              | Inglés | Nicklas Sonne                                                                                  |
| Reiley                | «Breaking My Heart» («Rompiendo mi corazón»)        | Inglés | Bård Mathias Bonsaksen, Rani Petersen, Sivert Hjeltnes Hagtvet                                 |
| Søren Torpegaard Lund | «Lige Her» («Aquí»)                                 | Danés  | Lasse Storm, Martin Palme Skriver, Steven McClintock, Søren Torpegaard Lund, Tim Schou Nielsen |

#### Final
La final tuvo lugar el 11 de febrero de 2023 en la Arena Næstved de Næstved, siendo presentado por Tina Müller y Heino Hansen. El orden de actuación fue dado a conocer el 31 de enero. Tras la primera ronda de votación, Micky Skeel Hansen, Nicklas Sonne y Reiley avanzaron a la Súper Final. En esta ronda, Reiley fue declarado ganador tras obtener un 43% de votos, siendo la opción predilecta de los jurados (28%) y la segunda del televoto (15%)
| N.º | Artista               | Canción                 | Resultado  |
| --- | --------------------- | ----------------------- | ---------- |
| 1   | Frederik Leopold      | «Stuck on You»          | Eliminado  |
| 2   | EYJAA                 | «I Was Gonna Marry Him» | Eliminadas |
| 3   | Micky Skeel Hansen    | «Glansbillede»          | Finalista  |
| 4   | Maia Maia             | «Beautiful Bullshit»    | Eliminada  |
| 5   | Nicklas Sonne         | «Freedom»               | Finalista  |
| 6   | Mariyah LeBerg        | «Human»                 | Eliminada  |
| 7   | Søren Torpegaard Lund | «Lige Her»              | Eliminado  |
| 8   | Reiley                | «Breaking My Heart»     | Finalista  |

| N.º | Artista               | Canción                 | SMS | Julandia Septentrional, Islas Feroe & Groenlandia | Jutlandia Central | Dinamarca del Sur | Selandia | Copenhague & Bornholm |
| --- | --------------------- | ----------------------- | --- | ------------------------------------------------- | ----------------- | ----------------- | -------- | --------------------- |
| 1   | Frederik Leopold      | «Stuck on You»          |     |                                                   |                   |                   |          |                       |
| 2   | EYJAA                 | «I Was Gonna Marry Him» |     |                                                   |                   |                   |          |                       |
| 3   | Micky Skeel Hansen    | «Glansbillede»          |     | X                                                 | X                 | X                 | X        | X                     |
| 4   | Maia Maia             | «Beautiful Bullshit»    | X   |                                                   |                   |                   |          |                       |
| 5   | Nicklas Sonne         | «Freedom»               |     | X                                                 | X                 | X                 | X        | X                     |
| 6   | Mariyah LeBerg        | «Human»                 | X   |                                                   |                   |                   |          |                       |
| 7   | Søren Torpegaard Lund | «Lige Her»              |     |                                                   |                   |                   |          |                       |
| 8   | Reiley                | «Breaking My Heart»     | X   | X                                                 | X                 | X                 | X        | X                     |

| N.º | Artista            | Canción             | Jurado | Televoto | Lugar | Total |
| --- | ------------------ | ------------------- | ------ | -------- | ----- | ----- |
| 1   | Micky Skeel Hansen | «Glansbillede»      | 8%     | 15%      | 3     | 23%   |
| 2   | Nicklas Sonne      | «Freedom»           | 14%    | 20%      | 2     | 34%   |
| 3   | Reiley             | «Breaking My Heart» | 28%    | 15%      | 1     | 43%   |

## En Eurovisión
De acuerdo a las reglas del festival, todos los concursantes deben iniciar desde las semifinales, a excepción del anfitrión (en este caso, Reino Unido), el ganador del año anterior, Ucrania y el Big Five compuesto por Alemania, España, Francia, Italia y el propio Reino Unido. En el sorteo realizado el 31 de enero de 2023, Dinamarca fue sorteada en la segunda semifinal del festival. En este mismo sorteo, se determinó que participaría en la primera mitad de la semifinal (posiciones 1-8). Semanas después, ya conocidos los artistas y sus respectivas canciones participantes, la producción del programa dio a conocer el orden de actuación, determinando que el país participaría en la primera posición precediendo a Armenia.
Los comentarios para Dinamarca correrán por parte de Nicolai Molbech en la transmisión por televisión.

### Semifinal 2
Reiley tomó parte de los ensayos los días 1 y 4 de mayo así como de los ensayos generales con vestuario de la segunda semifinal los días 10 y 11 de mayo. Dinamarca se presentará en la posición 1, antes de Armenia.